# Biagio Betti
Pour les articles homonymes, voir Betti.
Biagio Betti, ou Biagio da Cutigliano ou Biagio Betti da Pistoia  (Cutigliano, 1545 - Rome, 1615), est un peintre florentin qui a été estimé en son temps comme miniaturiste.

## Biographie
Élève de  Daniele da Volterra, il devient en 1557, moine de l'Ordre des Théatins de San Silvestro al Quirinale, et son œuvre est principalement localisé dans le monastère de cet ordre à Rome.

## Œuvres
- Multiplication des pains et des poissons, réfectoire (restauré en 1847 par Paolo Anesi)
- La  Dispute de Jésus avec les docteurs, bibliothèque
- Les Apôtres au tombeau de la Vierge au moment de son Assomption, d'après Andrea del Sarto, dessin à la pierre noire annotée à la plume « Biagio Betti da Pistoia. Scolare di Daniele da Volterra », département des Arts graphiques, Musée du Louvre